# Conus acutangulus
Conus acutangulus is een in zee levende slakkensoort uit het geslacht Conus. De slak behoort tot de familie Conidae. Conus acutangulus werd in 1810 beschreven door Lamarck. Net zoals alle soorten binnen het geslacht Conus zijn deze slakken roofzuchtig en giftig. Zij bezitten een harpoenachtige structuur waarmee ze hun prooi kunnen steken en verlammen.